# Dionisio Bardaxí y Azara
Dionisio Bardaxí y Azara (Puyarruego, 7 ottobre 1760 – Roma, 3 dicembre 1826) è stato un cardinale spagnolo.
Fu nominato cardinale della Chiesa cattolica da papa Pio VII.

## Biografia
Nacque a Puyarruego il 7 ottobre 1760.
Papa Pio VII lo elevò al rango di cardinale nel concistoro dell'8 marzo 1816.
Morì il 3 dicembre 1826 all'età di 66 anni.